# Scheldwoord

Grawlix, een wijze waarop scheldwoorden of andere krachttermen in strips vaak verbeeld worden.

Een scheldwoord of scheldnaam (ook: schimpnaam) is een woord dat bedoeld is om iemand te beledigen of te krenken. Het valt onder de zogenaamde schuttingtaal, oftewel onbehoorlijk taalgebruik, een verwijzing naar onbehoorlijke teksten op schuttingen en muren. In de etiquette van de meeste landen en culturen wordt het gebruik van scheldwoorden als ongepast gezien. 

## Soorten scheldwoorden
Scheldwoorden kunnen onder andere gevormd worden door een combinatie van de volgende onderwerpen: bevolkingsgroepen en/of nationaliteiten, ziekten, geslachtsdelen, diersoorten, verstandelijke beperkingen, uiterlijk, ideologie of seksuele oriëntatie. Dit kan ook via samenstellingen gebeuren.
Het gebruik van scheldwoorden wordt in de media soms gecensureerd door deze woorden uit audiomateriaal weg te 'bliepen' (in plaats van het woord of de zin is een pieptoon te horen) of uit een artikel weg te laten (bijvoorbeeld door het betreffende woord met zwart uit te wissen of "(...)" te gebruiken).

## Pejorisatie en amelioratie
Niet alle woorden die heden ten dage te boek staan als scheldwoorden hebben altijd een negatieve of pejoratieve betekenis gehad. Zo was in de middeleeuwen wijf het gewone Nederlandse woord voor vrouw (het verwante Engelse wife betekent echtgenoot en in het Duits betekent weiblich vrouwelijk). Tijdens de jaren 30 was een nazi een lid van de nazipartij. Na de Tweede Wereldoorlog en de gruwelen van de Holocaust kreeg het woord een sterk negatieve bijklank. Tegenwoordig wordt nazi gebruikt tegen mensen die zich racistisch, intolerant, dictatoriaal of zeer conservatief gedragen. Het woord hippie heeft door generaties die na de jaren 1960 opgroeiden naast de reguliere betekenis ook een nieuwe betekenis gekregen als scheldwoord. Thans wordt het vaak gebruikt tegen mensen die politiek links staan, naïeve wereldverbeteraars, mensen met een alternatieve levensstijl of mensen die men luiheid verwijt. De verschuiving van een positieve of neutrale betekenis naar een negatieve betekenis heet pejorisatie. 
Sommige scheldtermen worden door degenen die vaak worden uitgescholden gebruikt als een eretitel of geuzennaam. Het woord 'geuzennaam' gaat terug tot de 16de eeuw, toen een groep lage Nederlandse en Vlaamse edelen een verzoekschrift indiende bij Margaretha van Parma en door haar adviseur werd afgewimpeld met de woorden: Mevrouw, het zijn slechts bedelaars (gueux). De edelen en hun aanhangers besloten zich hierop Geuzen te noemen. Het woord geus heeft hierdoor ook zijn pejoratieve betekenis verloren. Een ander voorbeeld van een geuzennaam is nigger, oorspronkelijk een scheldwoord voor zwarte personen dat in bepaalde kringen van Afro-Amerikaanse jongeren werd en wordt gebruikt om andere zwarten mee aan te spreken (maar daarbuiten nog steeds onverminderd als racistisch en beledigend wordt beschouwd). Sinds de jaren 90 zijn er bepaalde jongeren die het woord nerd ook als een eretitel gebruiken. De verschuiving van een negatieve of neutrale betekenis naar een positieve betekenis heet amelioratie.
Door pejorisatie en amelioratie kunnen verwante woorden in diverse talen valse vrienden worden: in de ene taal is de betekenis neutraal, in de andere is deze onbehoorlijk.

## Syndroom van Gilles de la Tourette
Het syndroom van Gilles de la Tourette is een tic-stoornis die bij sommige patiënten (10 tot 30%) resulteert in het dwangmatig gebruik van ongepaste taal. Dit heet coprolalie, letterlijk 'poeppraat'. Dit kunnen scheldwoorden zijn, maar ook andere ongepaste taal als: "wat ben jij lelijk, zeg!" In tegenstelling tot wat veel mensen denken heeft het merendeel van de mensen met het syndroom van Gilles de la Tourette geen coprolalie.

## Literair gebruik
In sommige gevallen zien we literair gebruik van schuttingwoorden. Zo wordt bijvoorbeeld het werk van Jan Wolkers wel als aanstootgevend ervaren. Ook eeuwen eerder zien we het gebruik van schuttingtaal in literaire gedichten terug bij Gaius Valerius Catullus, waarbij Catullus 16 een zin bevat die wel gezien wordt als de grofste geschreven zin ooit.